# Ferdinando Brambilla (1838-1921)
Ne pas confondre avec Fernando Brambila ou Ferdinando Brambilla (1763-1834).
Ferdinando Brambilla, né le 8 juillet 1838 à Milan et mort le 6 juillet 1921 dans la même ville, est un peintre italien.

## Biographie
Ferdinando Brambilla naît le 8 juillet 1838 à Milan.
Il étudie à l'Accademia di Brera de Milan auprès de Francesco Hayez.
Ferdinando Brambilla est un peintre, fresquiste, aquarelliste de sujets religieux et de scènes de genre. Parmi ses tableaux, on peut citer : La déception, L'étude de l'amour, La nonne de Monza (d'après La fiancée de Manzoni), Une dévote de Sainte-Thérèse. Il réalise des tableaux d'autel et quelques fresques pour les églises de Lodi, Milan et Monza.
Ferdinando Brambilla meurt le 6 juillet 1921 dans sa ville natale.

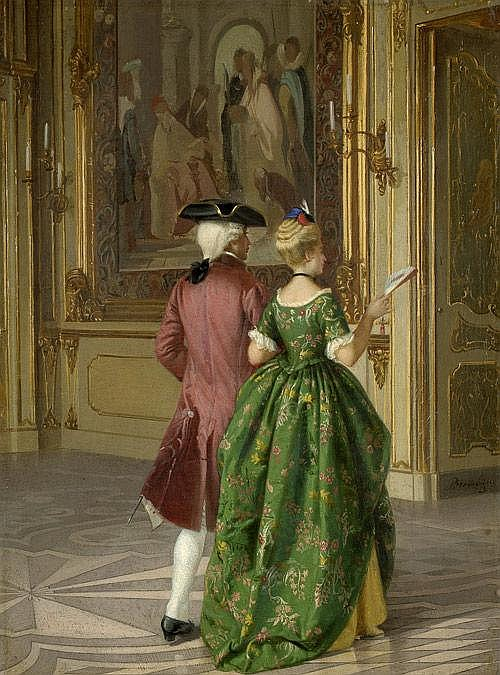
Ferdinando Brambilla Elegantes Paar in Rokokokostümen 1873